# Juanito Makandé
Juanito Makandé, nombre artístico de Juan Medina Herranz (La Línea de la Concepción, Cádiz, 20 de febrero de 1982), es un cantante, percusionista, guitarrista, compositor y productor español, que fusiona el flamenco tradicional con funk o jazz, siendo considerado un artista flamenco-underground.

## Biografía
La relación de Juanito Makandé con la música dio comienzo en el coche de su padre, cuando este fue a recogerle al colegio y en la radio estaba sonando Como el agua, de Camarón de la Isla. Sintió en ese momento una profunda conexión con el sonido y los instrumentos de la canción, lo que le llevó a hacerse con su primera guitarra y más tarde probando con el cajón. Es curioso pero nunca antes había escuchado música, salvo la del anuncio de don limpio y la de la cabecera del equipo 'A', que también marcaron su infancia. 
A la hora de componer, intenta utilizar en sus canciones todo tipo de estilos como el jazz, funk y flamenco entre otros, para que sus temas consigan transmitir sentimientos a quien los escuche. 
Antes de comenzar a trabajar por su cuenta, formó parte del dúo Radio Makandé junto a su amigo Pipi, pero terminaron separándose a los pocos años; Juanito decidió continuar con la música y por ello dio inicio a su carrera en solitario, colaborando con numerosos artistas. Además, continuó trabajando con otros grupos como Trece o la Banda Formal, entre otros proyectos.

### Carrera en solitario
Decidió ser un músico libre y rechazó el contacto con mánagers y discográficas, sacando en 2006 el que sería su primer disco en solitario y al que bautizó como Sueña. Con este disco, empezó a adentrarse en el mundo musical conociendo a grandes personalidades entre los que se encuentran cantantes, percusionistas, guitarristas y otros profesionales de la industria.
Ya en 2011 y a pesar de haber grabado todo en 2008, salió a la luz su segundo disco en solitario, Momentos de alimento, en el que llegaron a participar cerca de 40 músicos y se hizo esperar porque las ofertas que recibió Juanito Makandé para su publicación, no fueron las adecuadas en su momento.
Durante este tiempo, estuvo centrado en dos de los grupos en los que colaborada: The Mencial Project y Trece, además de acompañar a Chico Ocaña durante su gira y ayudar en la producción del disco de el Canijo de Jerez.
En 2014, publicó su tercer disco Las canciones que escribí mientras volaba, que pudo realizar exitosamente gracias a un proyecto de micromecenazgo; y ganando más fama a nivel nacional por la gran aceptación que han tenido algunas de sus canciones como: La llave, Niña voladora, Cuchillos por el aire o Calores.
En 2015, anunció que iba a grabar un nuevo disco en El Palmar de Cádiz, que titularía: Muerte a los pájaros negros.
Este disco, fue publicado el 16 de octubre del mismo año y se financió de la misma forma que su trabajo anterior, gracias a un crowdfundig propuesto por el artista en sus redes sociales. El álbum consta de 12 canciones, entre las cuales destacan algunas como: Cuando te empecé a querer, Kamikaze, Cristales o Tocar las nubes.
En 2016, la revista internacional Billboard especializada en música, publicó que Juanito Makande era uno de los 5 nuevos artistas latinos para seguir.
En 2018 publicó su disco El habitante de la tarde roja.
En abril de 2020 ha publicado su último sencillo, «Domingo eterno», que trata sobre el confinamiento provocado por la pandemia de enfermedad por coronavirus en España, compuesto durante los 15 días previos desde que se decretó el estado de alarma el 14 de marzo y en el que el artista se encarga de la composición, la letra y la música e incluso de grabar su propio videoclip.

## Televisión
En 2014 y junto a su entonces mujer, Lorena Castell, presentó el programa de La 1 de Televisión Española: Vivan los bares, donde recorrieron todo el panorama español en busca de distintos bares, con los que mostrar las costumbres y la gastronomía de cada zona.

## Vida privada
Se casó en 2013 con la presentadora, actriz y cantante, Lorena Castell. La boda tuvo lugar en la playa paradisíaca de El Palmar, con una ceremonia sencilla y donde fueron invitadas personalidades del mundo de la música, el cine y la televisión.
Antes de la ceremonia y hasta la llegada de los novios, el monologuista Dani Rovira, realizó un pequeño espectáculo de humor con monólogo incluido para amenizar la espera.
En septiembre de 2015, la pareja dio por finalizada su relación de mutuo acuerdo a causa de la distancia y de los trabajos de ambos.

## Discografía
- (2006) Sueña
- (2011) Momentos de alimento
- (2014) Las canciones que escribí mientras volaba
- (2015) Muerte a los pájaros negros
- (2018) El habitante de la Tarde Roja
- (2021) La Raíz del Viento
- (2022) Folclore Sintético

## Colaboraciones
- (2023) Dos Puñales, con SFDK
- (2018) #AlmaLibre, con Green Valley
- (2017) Dale que te pego de Gato Charro, con El canijo de Jerez
- (2016) Grupo Estricnina, formado por Juanito Makandé junto con El Canijo de Jerez.
- (2015) Alejandro Astola, cantante de Fondo Flamenco, en su disco Rockallano & Canciones perdidas.
- "imagina"
- (2011) Disco de Pepe Bao.
- (2011) Disco de Carlos Chaouen.
- (2011) Delola, "Tan solo por esta noche"
- (2010) Chico Ocaña, Canciones de mesa camilla.
- (2009) Disco-libro de Miguel Ángel Benítez (Er Migue), cantante de Los Delinqüentes.